# نوبوهيسا كوغيما
نوبوهيسا كوغيما (باليابانية: 小島信久؛ بالكانا: こじま のぶひさ) هو عالم فلك ياباني، ولد في 1933.